# Persone di nome Luigi/Giornalisti
| Questa pagina contiene informazioni ricavate automaticamente dalle voci biografiche con l'ausilio del template Bio e di un bot. L'aggiornamento è periodico e automatico e ricostruisce completamente la pagina. Se manca una persona in questa lista, sei pregato di non aggiungerla, ma accertati piuttosto che la sua voce biografica contenga il template Bio e che i dati anagrafici siano correttamente compilati. Se il template Bio manca, inseriscilo tu stesso o, in alternativa, metti l'avviso {{tmp\|Bio}} che ne segnala la mancanza. Se i dati riportati sono sbagliati, correggi direttamente la voce biografica; le modifiche saranno visibili in questa lista entro pochi giorni. Per chiarimenti vedi il progetto antroponimi. La lista contiene solo le 56 persone che sono citate nell'enciclopedia e per le quali è stato implementato correttamente il template Bio. Pagina aggiornata al 7 feb 2025. |

Questa è una lista di persone presenti nell'enciclopedia che hanno il nome Luigi e sono giornalisti.

## A(2)
- Luigi Albertini, giornalista, editore e politico italiano (Ancona, n. 1871 - Roma, † 1941)
- Luigi Amicone, giornalista, saggista e politico italiano (Milano, n. 1956 - Monza, † 2021)

## B(6)
- Luigi Bacialli, giornalista italiano (Milano, n. 1954)
- Luigi Barzini, giornalista e scrittore italiano (Orvieto, n. 1874 - Milano, † 1947)
- Luigi Barzini, giornalista e politico italiano (Milano, n. 1908 - Roma, † 1984)
- Luigi Bellini Carnesali, giornalista e politico italiano (Verona, n. 1870 - † 1940)
- Luigi Bloise, giornalista e politico italiano (Cassano all'Ionio, n. 1926 - Roma, † 2001)
- Luigi Buccico, giornalista e politico italiano (Napoli, n. 1933 - Napoli, † 1979)

## C(10)
- Luigi Campolonghi, giornalista e scrittore italiano (Pontremoli, n. 1876 - Settimo Vittone, † 1944)
- Luigi Carletti, giornalista e scrittore italiano (Piombino, n. 1960)
- Luigi Carrer, giornalista, scrittore e poeta italiano (Venezia, n. 1801 - Venezia, † 1850)
- Luigi Cassitto, giornalista, poeta e umorista italiano (Bonito, n. 1829 - Bonito, † 1888)
- Gino Castaldo, giornalista, critico musicale e scrittore italiano (Napoli, n. 1950)
- Luigi Cavallero, giornalista italiano (Torino, n. 1907 - Superga, † 1949)
- Luigi Cesana, giornalista e editore italiano (Milano, n. 1851 - Roma, † 1932)
- Luigi Colombo, giornalista e conduttore televisivo italiano (Cesano Maderno, n. 1947)
- Luigi Compagnone, giornalista, scrittore e poeta italiano (Napoli, n. 1915 - Napoli, † 1998)
- Luigi Contu, giornalista italiano (Roma, n. 1962)

## D(2)
- Luigi D'Amato, giornalista e politico italiano (Sant'Arsenio, n. 1924 - Roma, † 1993)
- Luigi De Filpo, pubblicista e politico italiano (Viggianello, n. 1898 - Viggianello, † 1950)

## E(1)
- Luigi Emery, giornalista e traduttore italiano (Bologna, n. 1893 - Frascati, † 1979)

## F(3)
- Luigi Ferraiuolo, giornalista italiano (Lodi, n. 1969)
- Luigi Fossati, giornalista italiano (Milano, n. 1927 - Milano, † 1990)
- Luigi Freddi, giornalista e politico italiano (Milano, n. 1895 - Sabaudia, † 1977)

## G(5)
- Luigi Galluzzo, giornalista, conduttore televisivo e scrittore italiano (Aragona, n. 1964)
- Gigi Garanzini, giornalista, scrittore e conduttore radiofonico italiano (Biella, n. 1948)
- Luigi Garlando, giornalista e scrittore italiano (Milano, n. 1962)
- Luigi Grassia, giornalista e scrittore italiano (Novara, n. 1960)
- Luigi Guastamacchia, giornalista e dirigente d'azienda italiano (Cuneo, n. 1938 - Ceglie Messapica, † 2020)

## L(4)
- Luigi Lambertini, giornalista italiano (Nizza, n. 1932)
- Luigi Locatelli, giornalista italiano (Roma, n. 1927 - Roma, † 2022)
- Luigi Lodi, giornalista italiano (Crevalcore, n. 1856 - Roma, † 1933)
- Luigi Lucatelli, giornalista e scrittore italiano (Roma, n. 1877 - Roma, † 1915)

## M(7)
- Luigi Malafarina, giornalista e scrittore italiano (Siderno, n. 1939 - † 1989)
- Gigi Marzullo, giornalista, conduttore televisivo e personaggio televisivo italiano (Avellino, n. 1953)
- Luigi Mascheroni, giornalista, saggista e critico letterario italiano (Varese, n. 1967)
- Luigi Mercatelli, giornalista, politico e diplomatico italiano (Alfonsine, n. 1853 - Rio de Janeiro, † 1922)
- Luigi Michelotti, giornalista italiano (Cirié, n. 1879 - Torino, † 1967)
- Franco Mistrali, giornalista, romanziere e storico italiano (Parma, n. 1833 - Porretta Terme, † 1880)
- Gigi Movilia, giornalista, critico musicale e scrittore italiano (Torino, n. 1921 - Rapallo, † 2019)

## N(1)
- Luigi Necco, giornalista, telecronista sportivo e scrittore italiano (Napoli, n. 1934 - Napoli, † 2018)

## P(5)
- Gigi Paoli, giornalista e scrittore italiano (Firenze, n. 1971)
- Luigi Pasqualucci, giornalista e politico italiano (Roma, n. 1905)
- Luigi Pepe, giornalista italiano (Napoli, n. 1961)
- Luigi Pintor, giornalista, scrittore e politico italiano (Roma, n. 1925 - Roma, † 2003)
- Luigi Mario Pizzinelli, giornalista e scrittore italiano (Todi, n. 1918 - Milano, † 2006)

## R(5)
- Luigi Raybaudi Massilia, giornalista, editore e filatelista italiano (Roma, n. 1913 - Roma, † 2003)
- Luigi Razza, giornalista, sindacalista e politico italiano (Monteleone di Calabria, n. 1892 - Almaza, † 1935)
- Gigi Riva, giornalista e scrittore italiano (Nembro, n. 1959)
- Luigi Romersa, giornalista e scrittore italiano (Boretto, n. 1917 - Roma, † 2007)
- Luigi Rossi, giornalista, scrittore e critico musicale italiano (Robbio, n. 1929 - Milano, † 1999)

## T(3)
- Luigi Tornari, giornalista e conduttore radiofonico italiano (Bergamo, n. 1964)
- Luigi Tripisciano, giornalista italiano (Palermo, n. 1937)
- Luigi Turchi, giornalista e politico italiano (Napoli, n. 1925 - † 2019)

## V(2)
- Luigi Arnaldo Vassallo, giornalista e scrittore italiano (Genova, n. 1852 - Genova, † 1906)
- Luigi Vicinanza, giornalista e politico italiano (Castellammare di Stabia, n. 1956)